# Billy Beer
Billy Beer var en amerikansk ölsort som introducerades på marknaden 1977 med Billy Carter, dåvarande president Jimmy Carters bror, som frontfigur. Billy Beer försvann från marknaden efter en tid, då försäljningen gick dåligt.